# Lea Sophie Friedrich
Lea Sophie Friedrich, född 7 januari 2000 i Dassow, är en tysk tävlingscyclist som tävlar i bancykling.
Vid Världsmästerskapen i bancykling 2023 vann hon en guldmedalj i teamsprint tillsammans med Pauline Grabosch och Emma Hinze i världsrekordstid samt två bronsmedaljer i keirin respektive tidslopp (500 m). Hon deltog vid olympiska sommarspelen 2020 och vann med Emma Hinze en silvermedalj i teamsprint. Friedrich ingår även i det tyska laget för olympiska sommarspelen 2024 där hon tog silver i den individuella sprinten och brons i lagsprinten.